# 르 가르슈
르 가르슈(Le Garcu)는 프랑스에서 제작된 모리스 피알라 감독의 1995년 드라마 영화이다. 제라르 드빠르디유 등이 주연으로 출연하였다.

## 출연

### 주연
- 제라르 드빠르디유
- 제랄딘 팔리아스

### 조연
- 파비안느 베이브
- 엘리자베스 드파르디외

## 제작진
- 의상: 마르틴 라핀